# Slutdrop
Slutdrop es un tipo de baile de origen estadounidense. El movimiento implica  posición en cuclillas lo más rápido y lo más bajo posible e inmediatamente aparece de nuevo. Una mano a menudo se coloca directamente para estabilizarse, y el movimiento a menudo se realiza mientras un compañero de baile hace grinding para estar tratando de impresionar. El término es una palabra compuesta que combina las palabras "slut" y "drop", reflejando la naturaleza vulgar del movimiento y el acto de dejar caer el cuerpo al suelo. Luego, el término fue atribuido a las estrellas del reality show de televisión  Geordie Shore, y el movimiento también se ha llamado Geordie Shore slut drop.
Las estrellas de  Geordie Shore  que incluyen a Vicky Pattison y Sophie Kasaei explicaron el significado del término en una entrevista en 2011, y se dice que es el movimiento característico de Kasaei. Se atribuye la popularidad de los movimientos a su uso por Christina Aguilera en su video musical para "Dirrty" en 2002. Otras estrellas pop que han bailado mediante el movimiento incluye The Pussycat Dolls, Rihanna, Beyoncé y Britney Spears.